# Сент-Дженевив (округ)
Округ Сент-Дженевив (англ. Sainte Genevieve County) — округ штата Миссури, США. Население округа на 2009 год составляло 17 542 человека. Административный центр округа — город Сент-Дженевив.

## История
Округ Сент-Дженевив основан в 1812 году.

## География
Округ занимает площадь 1300.2 км2.

## Демография
Согласно оценке Бюро переписи населения США, в округе Сент-Дженевив в 2009 году проживало 17 542 человека. Плотность населения составляла 13.5 человек на квадратный километр.